# Роут, Иван Николаевич
Ива́н Никола́евич Ро́ут (Рот) (1820 — дата смерти точно неизвестна, но не ранее 1890 года) — русский архитектор, академик архитектуры Императорской Академии художеств.

## Биография
Окончил Императорскую Академию художеств в 1839 году. Получил звание академика архитектуры (1850). Служил в Департаменте проектов и смет Министерства Путей Сообщения и в Департаменте Военных Поселений; в 1850-х годах участвовал и отделке здания Императорского Эрмитажа, где занимался составлением и выполнением детальных чертежей в натуральную величину. По его проектам построены: кладбищенская церковь в городе Тихвине, Новгородской губернии; соборная церковь в городе Грайвороне, Курской губернии, и офицерские казармы в лейб-гвардии Конной артиллерии; постройку последних производил академик Гемиллиан. Кроме того, Гемиллиан построил по проектам Роута казармы лейб-гвардии Кирасирского Е. И. В. Государя Наследника Цесаревича полка в Гатчине.
Кавалер ордена св. Станислава III степени (23 июня 1884 года).

## Проекты и постройки

### Санкт-Петербург
- Участие в отделке здания Императорского Эрмитажа (1850-е).
- Литейный проспект, д. № 1, д. № 2/Шпалерная улица, д. № 20, д. № 22 — набережная Кутузова, д. № 2 — Воскресенская набережная, д. № 32, правая часть — офицерские казармы лейб-гвардии Конной артиллерии и 1-й Артиллерийской бригады. 1851—1853. Совместно с А. П. Гемилианом, строительство Гемилиана[4][5][6].

### Другие места
- Кладбищенская церковь Иова Многострадального в Тихвине (Ленинградская область);
- Соборная церковь в Грайвороне (Белгородская область);
- Проект казарм Лейб-гвардии Кирасирского полка в Гатчине (Строительство осуществлял А. П. Гемилиан).